# Malc (servent de Caifàs)
|  | Per a altres significats, vegeu «Malc». |

A l'Evangeli de Joan, Malc o Malcus és el criat del Summe Sacerdot jueu, Caifàs, que va participar en la detenció de Jesús. Segons Joan, un dels deixebles, Simó Pere, que anava armat amb una espasa, va tallar l'orella del servent en un intent d'evitar l'arrest de Jesús.
El miracle de Jesús es relata en els quatre evangelis, a Mateu 26:51, Marc 14:47, Lluc 22:50-51 i Joan 18:10-11, però el servent i el deixeble es nomenen només a Joan. A més, Lluc és l'únic evangeli que diu que Jesús va curar l'orella.
Al passatge rellevant en l'Evangeli de Joan es llegeix: 
| «                   | 10 Llavors Simó Pere es va treure una espasa que portava i d'un cop tallà l'orella dreta al criat del gran sacerdot. Aquell criat es deia Malcus 11 Jesús digué a Pere: --Guarda't l'espasa a la beina; ¿no he de beure la copa que el Pare m'ha donat? | » |
| — ［Joan 18:10-11］ | |   |

Thornton Niven Wilder va escriure una breu obra de teatre titulada "The Servant's Name Was Malchus". Va aparèixer en la col·lecció "The Angel That Troubled the Waters and Other Plays.."
Malcus va ser interpretat per Paul Brightwell el 2013 a la minisèrie de televisió La Bíblia.